# タマチョレイタケ属
タマチョレイタケ属(学名:Polyporus)は多孔菌目サルノコシカケ科の菌類。世界に広く分布している。

## 特徴
傘は円形であり、饅頭型から扁平、漏斗型へと変化し、傘の表面が鱗のように逆立つものが多い。半円形をかくものも見られる。
多孔菌全般に言えることであるが、裏面に孔が沢山開いている。
腐生菌であることが多い。一方で稀に生きたままの木に成長することもある。広葉樹に生えることが多い。
若い菌は食用にすることもある。生えてから時間がたったものは硬くなる傾向にある。

## 種
- ハチノスタケ(Polyporus alveolaris)
- アミスギタケ(Polyporus arcularius)
- タマチョレイタケ(Polyporus tuberaster)
- チョレイマイタケ(Polyporus umbellatus)
- アミヒラタケ(Polyporus squamosus)
- アシグロタケ(Polyporus badius)
- キアシグロタケ(Polyporus varius)

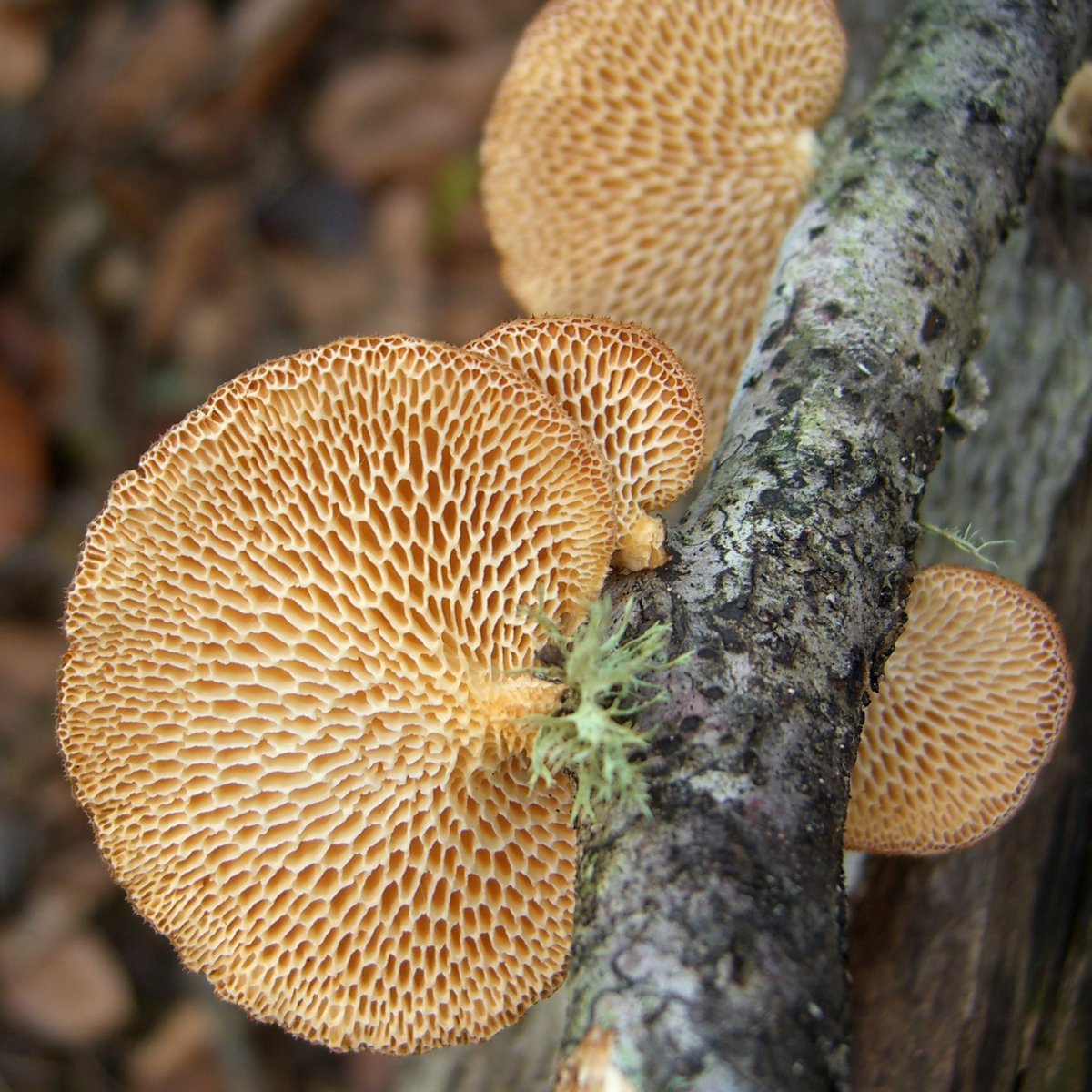
傘の裏の状態